# Wybory parlamentarne w Kanadzie w 2015 roku
42. wybory parlamentarne w Kanadzie odbyły się 19 października 2015 roku. W ich wyniku Kanadyjczycy wybrali 338 posłów do Parlamentu Kanady

## Zarejestrowane komitety wyborcze
Do wyborów startowały 23 komitety, m.in.:
|  | Partia                                                            | Pozycja na scenie politycznej, ideologia i poglądy gospodarcze              | Lider          |
|  | ----------------------------------------------------------------- | --------------------------------------------------------------------------- | -------------- |
|  | Konserwatywna Partia Kanady (CPC)                                 | Centroprawica, konserwatyzm, federalizm, liberalizm gospodarczy             | Stephen Harper |
|  | Liberalna Partia Kanady (LPC)                                     | Centrolewica, liberalizm, socjalliberalizm                                  | Justin Trudeau |
|  | Nowa Partia Demokratyczna (NDP)                                   | Lewica, socjaldemokracja, socjalizm demokratyczny                           | Thomas Mulcair |
|  | Blok Quebecu                                                      | Centrolewica, socjaldemokracja, lewica narodowa, regionalizm, republikanizm | Gilles Duceppe |
|  | Zielona Partia Kanady (GPC)                                       | Centrum, zielona polityka, zielony liberalizm                               | Elizabeth May  |
|  | Libertariańska Partia Kanady                                      | Prawica, libertarianizm, leseferyzm, liberalizm klasyczny, woluntaryzm      | Tim Moen       |
|  | Kanadyjska Partia Dziedzictwa Chrześcijańskiego (CHP)             | Prawica, konserwatyzm                                                       | Rod Taylor     |
|  | Komunistyczna Partia Kanady (marksistowsko-leninowska) (CPC (ML)) | Skrajna lewica, komunizm, marksizm-leninizm                                 | Anna Di Carlo  |

### Liderzy partii

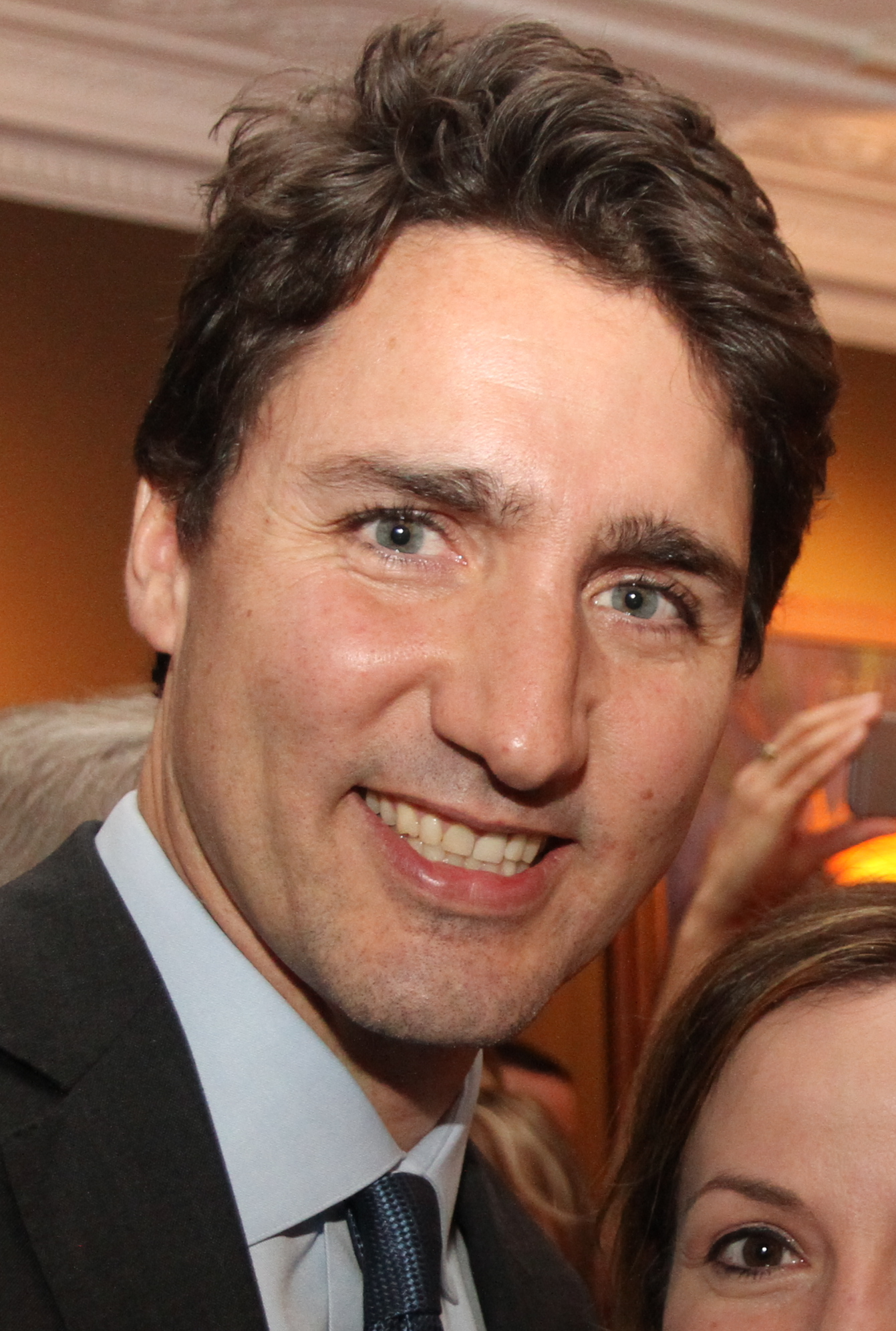
Justin Trudeau – Liberalna Partia Kanady
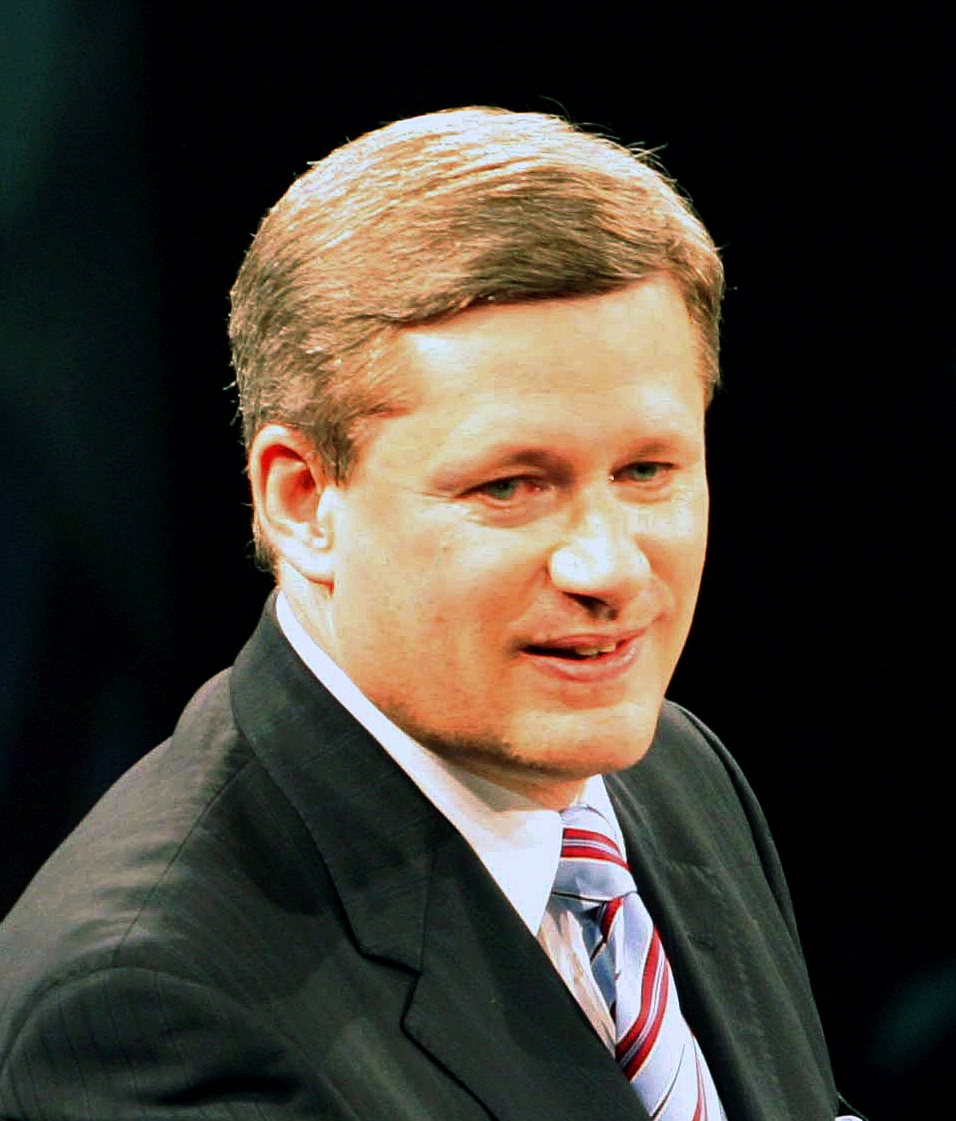
Stephen Harper – Konserwatywna Partia Kanady
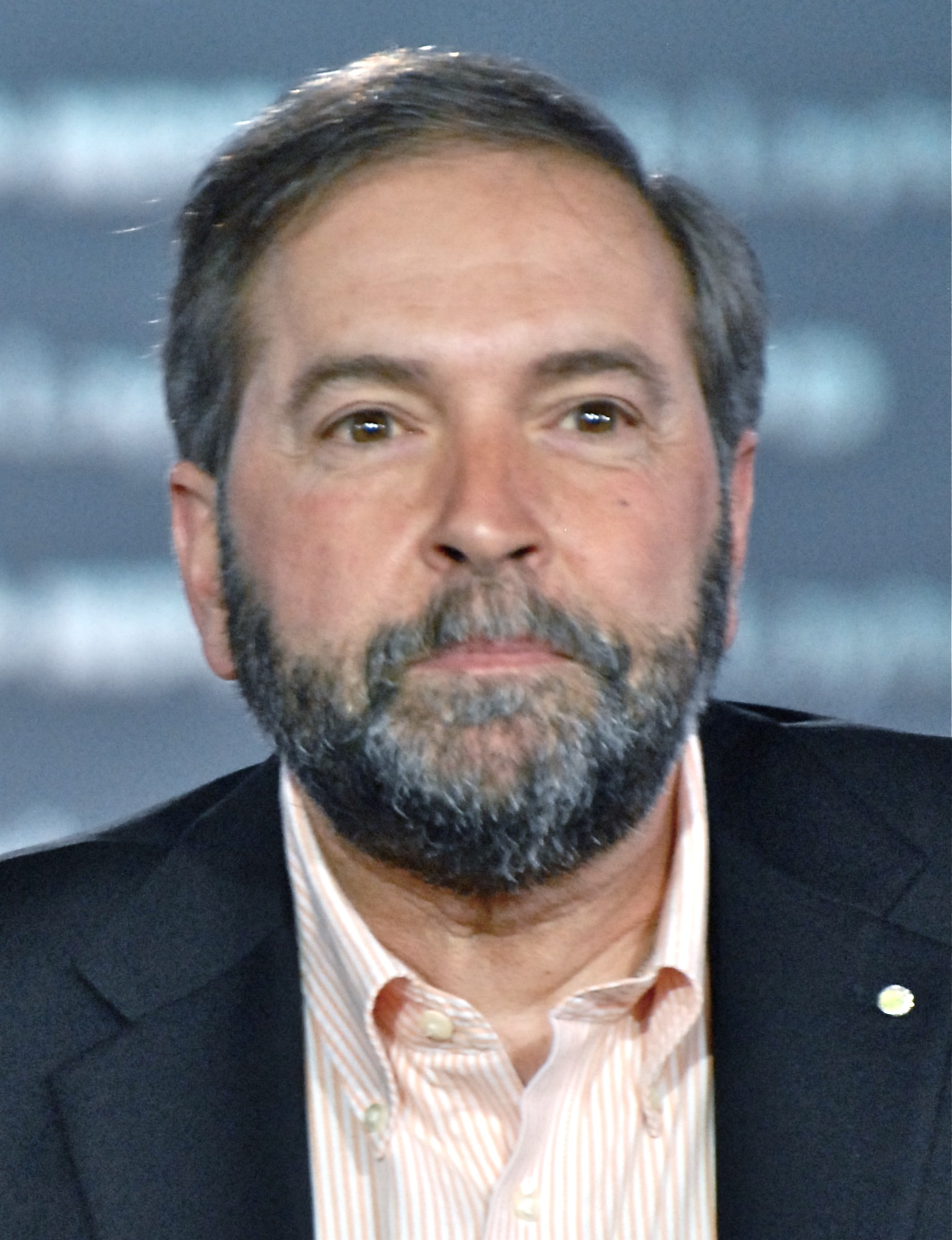
Thomas Mulcair – Nowa Partia Demokratyczna
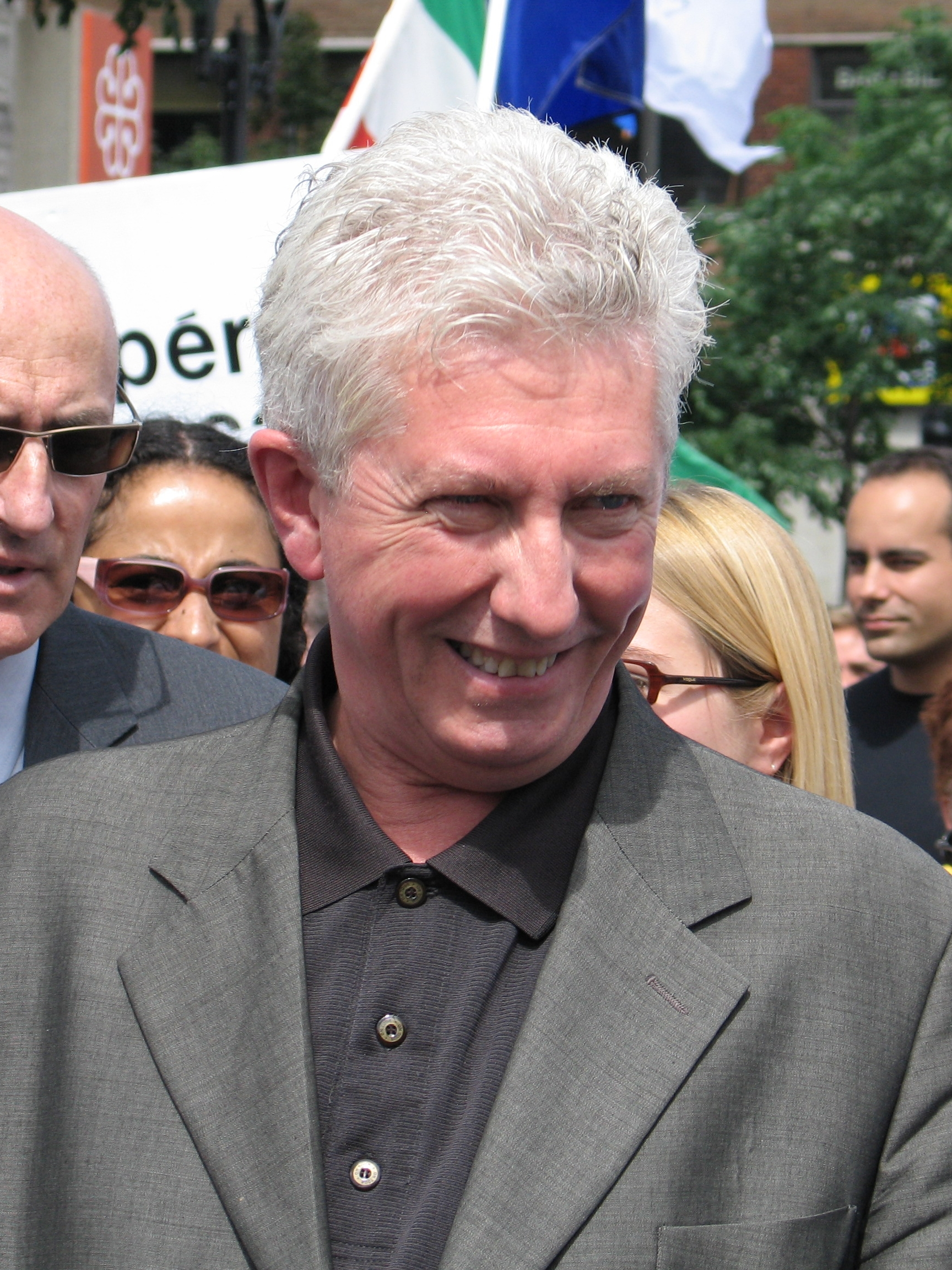
Gilles Duceppe – Blok Quebecu
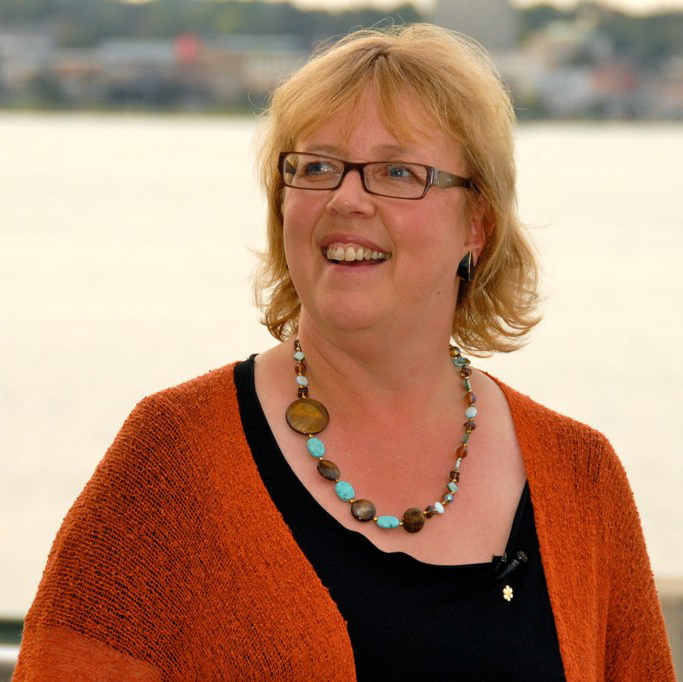
Elizabeth May – Zielona Partia Kanady

## Wyniki wyborów
Wybory wygrała Liberalna Partia Kanady, zdobywając 39,5% i zyskując 184 miejsc w parlamencie. Za nią uplasowała się Konserwatywna Partia Kanady z 31,9% i 99 miejscami. Trzecie miejsce zajęła Nowa Partia Demokratyczna. Frekwencja wyniosła 68,3%.
| Lista wyborcza | Głosy     | %     | Mandaty | Zmiana |
| -------------- | --------- | ----- | ------- | ------ |
| LPC            | 6 943 276 | 39,47 | 184     | +148   |
| CPC            | 5 613 614 | 31,89 | 99      | -60    |
| NDP            | 3 470 350 | 19.71 | 44      | -51    |
| Blok Quebecu   | 821 144   | 4.66  | 10      | +8     |
| GPC            | 602 944   | 3.45  | 1       | -1     |